# لبی‌سرخس‌واران
لبی‌سرخس‌واران (نام علمی: Cheilanthoideae) نام یک زیرخانواده از تیره پرسرخسیان است.